# Jüdischer Friedhof (Wischnewa)
Koordinaten: 54° 8′ 46″ N, 26° 12′ 23″ O

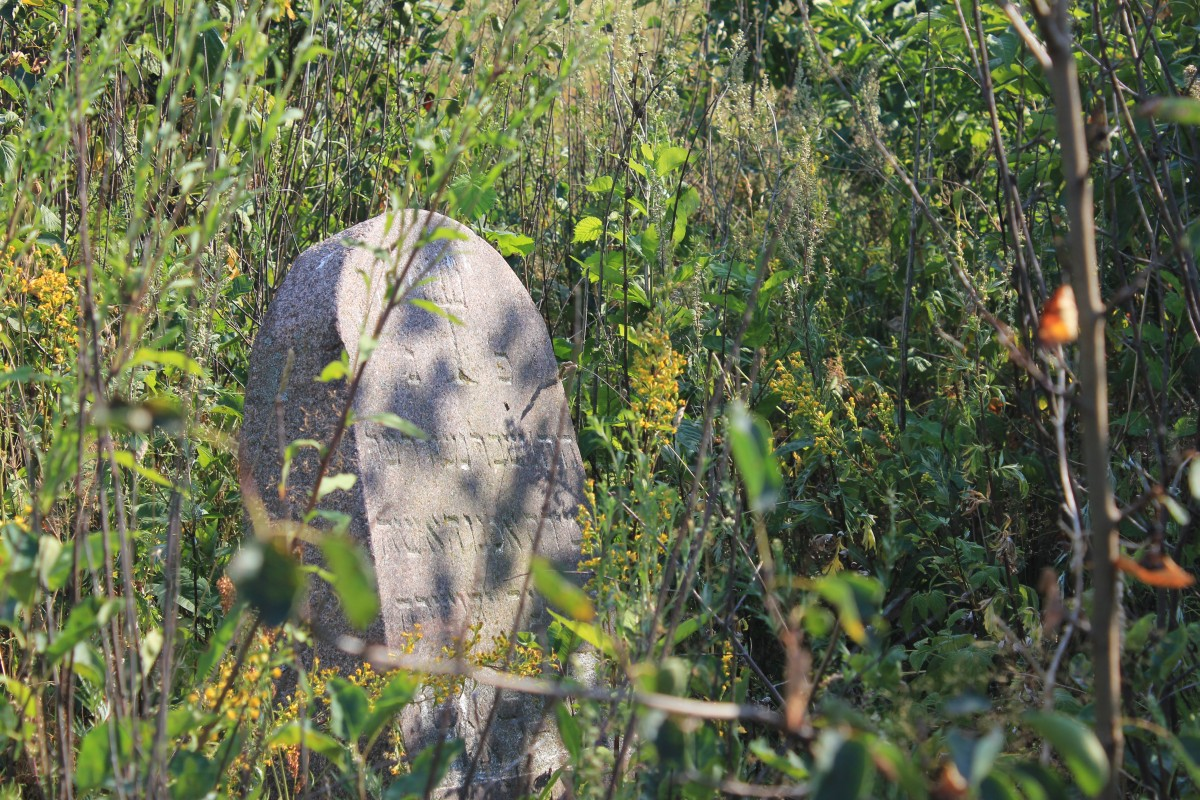
Einer der wenigen erhaltenen Grabsteine auf dem Friedhof

Der Jüdische Friedhof Wischnewa in Wischnewa, Minskaja Woblasz in Belarus, befindet sich etwa zwei Kilometer nordwestlich vom Zentrum des Ortes etwa 200 Meter westlich der beiden Kirchen. Der einstige Friedhof ist heute ein Wiesengrundstück mit nur noch wenigen Grabmälern.
Das Dorf Wischnewa liegt etwa 90 Kilometer (Luftlinie) westnordwestlich von Minsk und befand sich vor dem Zweiten Weltkrieg in der damaligen  Woiwodschaft Nowogródek der (Zweiten) Republik Polen. Es war Heimat einer zahlenmäßig  bedeutenden jüdischen Gemeinde. Hier wurde der israelische Präsident Shimon Peres geboren, der 1934 mit seiner Familie nach Palästina auswanderte. Nahum Goldmann, der Gründer und langjährige Präsident des  Jüdischen Weltkongresses, stammt ebenfalls aus Wischnewa.